# Charles D. Slaughter
Charles D. Slaughter war oder ist ein US-amerikanischer Astronom.
Slaughter entdeckte zusammen mit Robert Burnham, Jr. den nach ihm benannten periodischen Kometen 56P/Slaughter-Burnham.

## Veröffentlichungen (Auswahl)
- 1963: The Coronal Spectrum of the July 20, 1963 Eclipse, bibcode:1963PASP...75..459P
- 1965:  Absence of Temperature Difference Between the Sun's Equatorial and Polar Limb Near Solar Minimum, bibcode:1965PASP...77..295M
- 1966:  A High-Precision Photometric Scan at λλ 8667-8668 Å in the Solar Spectrum: a Tentative Identification and Abundance Determination of Boron in the Sun, bibcode:1966ApJ...143..343W
- 1969:  Calibration by Photoelectric Spectrophotometry, bibcode:1969BAAS....1..161S
- 1972:  Measurements of the limb darkening in the forbidden Mg i line at 4571.1 Å, bibcode:1972SoPh...23...18W
- 1986:  A high-speed digital controller for IR arrays, bibcode:1986SPIE..627..463Z
- 1992:  Evaluating Some Computer Enhancement Algorithms that Improve the Visibility of Cometary Morphology, bibcode:1992acm..proc..337L